# Powiat de Czarnków-Trzcianka
Le powiat de Czarnków-Trzcianka (en polonais : powiat czarnkowsko-trzcianecki) est un powiat (district) de la voïvodie de Grande-Pologne, dans le centre-ouest de la Pologne.
Elle est née le 1er janvier 1999, à la suite des réformes polonaises de gouvernement local passées en 1998. 
Le siège administratif du powiat est la ville de Czarnków, qui se trouve à 61 kilomètres au nord-ouest de Poznań, capitale de la voïvodie de Grande-Pologne. Le powiat possède trois autres villes : Trzcianka, située à 18 kilomètres au nord de Czarnków, Krzyż Wielkopolski, à 38 kilomètres à l'ouest de Czarnków, et Wieleń, à 27 kilomètres à l'ouest de Czarnków. 
Le district couvre une superficie de 1808,19 kilomètres carrés. En 2010, sa population totale est de 87 086 habitants, avec une population pour la ville de Czarnków de 11 356 habitants, pour la ville de Trzcianka de 16 756 habitants, pour la ville de Krzyż Wielkopolski  de 6 283 habitants, pour la ville de Wieleń de 5 940 habitants et une population rurale de 45 799 habitants.

## Powiaty voisines
Le Powiat de Czarnków-Trzcianka est bordée des powiaty de : 
- Wałcz et Piła au nord ;
- Chodzież à l'est ;
- Oborniki et Szamotuły au sud ;
- Międzychód au sud-ouest ;
- Strzelce-Drezdenko à l'ouest.

## Division administrative

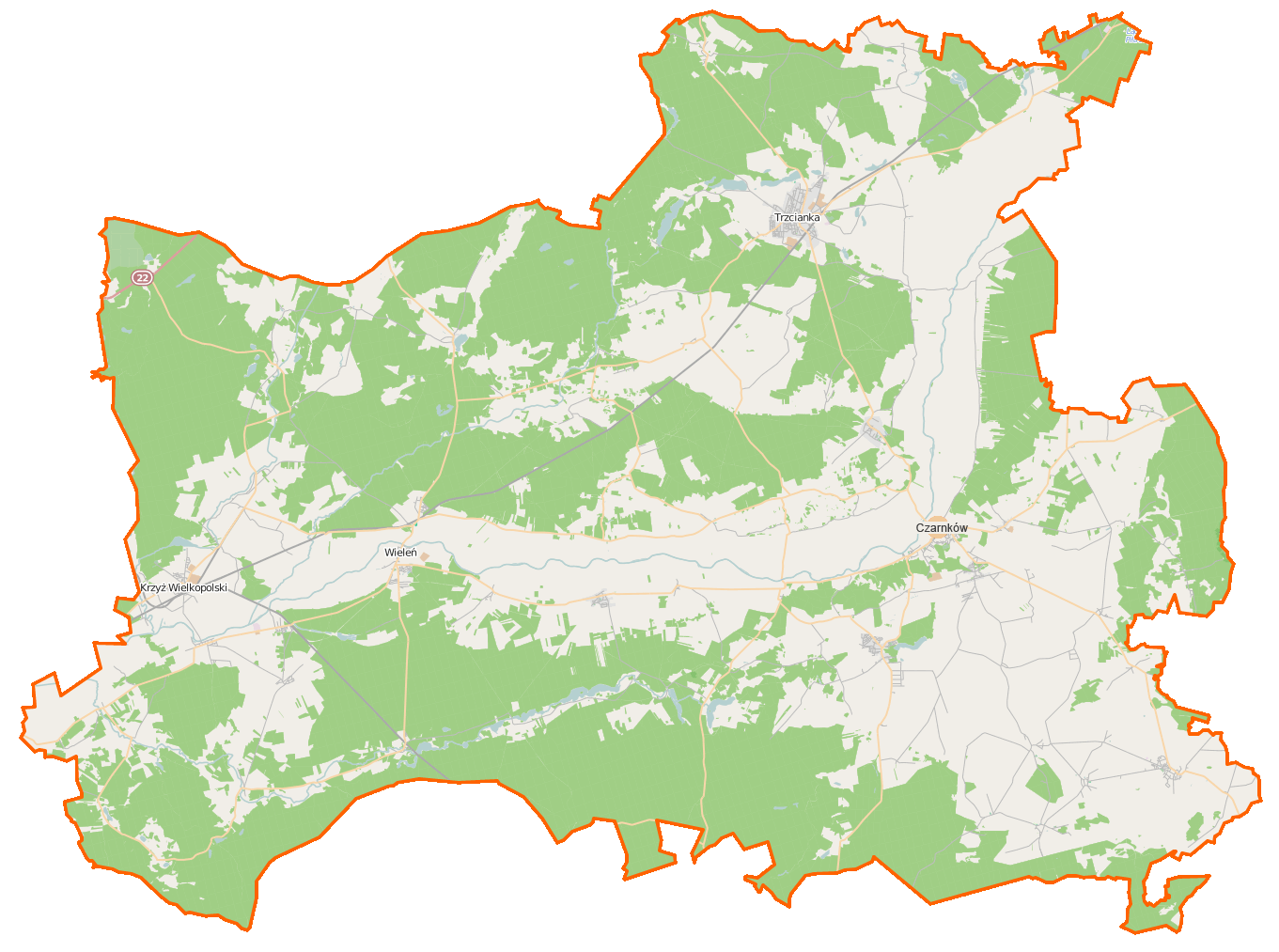
Carte du powiat.

Le powiat est divisé en 8 gminy (communes) :
| Gmina                                                   | Type         | Superficie (km²) | Population (2006) | Siège              |
| Trzcianka                                               | urbain-rural | 375,3            | 23 482            | Trzcianka          |
| Wieleń                                                  | urbain-rural | 428,3            | 12 572            | Wieleń             |
| Czarnków                                                | urbain       | 9,7              | 11 356            |                    |
| Czarnków                                                | rural        | 347,8            | 10 887            | Czarnków*          |
| Krzyż Wielkopolski                                      | urbain-rural | 174,6            | 8 791             | Krzyż Wielkopolski |
| Lubasz                                                  | rural        | 167,6            | 6 992             | Lubasz             |
| Połajewo                                                | rural        | 142              | 6 140             | Połajewo           |
| Drawsko                                                 | rural        | 163              | 5 914             | Drawsko            |
| *le siège ne fait pas partie du territoire de la gmina. |              |                  |                   |                    |

## Démographie
Données du 31 décembre 2010 :
| description | Total  | Total | Femmes | Femmes | Hommes | Hommes |
| ----------- | ------ | ----- | ------ | ------ | ------ | ------ |
| Unité       | Nombre | %     | Nombre | %      | Nombre | %      |
| Population  | 87 086 | 100   | 44 084 | 50,62  | 43 002 | 49,38  |
| Urbain      | 40 226 | 46,19 | 20 871 | 23,97  | 19 355 | 22,23  |
| Rural       | 46 860 | 53,81 | 23 213 | 26,66  | 23 647 | 27,15  |

## Histoire
De 1975 à 1998, les différents gminy du powiat actuelle appartenait administrativement à la Voïvodie de Piła.

La Powiat de Czarnków-Trzcianka est créée le 1er janvier 1999, à la suite des réformes polonaises de gouvernement local passées en 1998 et est rattachée à la voïvodie de Grande-Pologne.